# Léognan
 Léognan  es una población y comuna francesa, situada en la región de Aquitania, departamento de Gironda, en el distrito de Burdeos y cantón de La Brède.

## Demografía
| 1 660                     | 1 426 | 1 441 | 1 605 | 1 755 | 1 809 | 1 796 | 1 900 | 1 974 | 1 982 | 2 027 | 2 147 | 2 228 | 2 290 | 2 456 | 2 428 | 2 533 | 2 512 | 2 595 | 2 383 | 2 259 | 2 123 | 2 207 | 2 228 | 2 001 | 2 162 | 2 421 | 2 674 | 3 044 | 5 141 | 7 737 | 8 008 | 8 269 | 9 021 |
| (Fuente: INSEE y Cassini) |       |       |       |       |       |       |       |       |       |       |       |       |       |       |       |       |       |       |       |       |       |       |       |       |       |       |       |       |       |       |       |       |       |

## Hermanamientos
- Joane (Portugal) desde 1996.
- Peralta (España) desde 2002.
- Castagneto Carducci (Italia) desde 2002.